# Voo Adam Air 172
O Voo Adam Air 172 foi um voo doméstico operado por um Boeing 737-33A da Adam Air que se partiu no pouso em Surabaia no final do voo doméstico de passageiros programado do Aeroporto Internacional Soekarno-Hatta para o Aeroporto Internacional Juanda. Em 21 de fevereiro de 2007, o avião tombou no pouso, com a fuselagem rachando no meio da seção de passageiros. Todos os seis Boeing 737 restantes da Adam Air foram imediatamente aterrados e cinco deles voltaram ao serviço regular no final daquele ano. Este incidente causou mais preocupações em relação à segurança dos voos operados pela Adam Air, que recebeu muitas críticas após a queda do voo 574 em 1 de janeiro de 2007.

## Aeronave

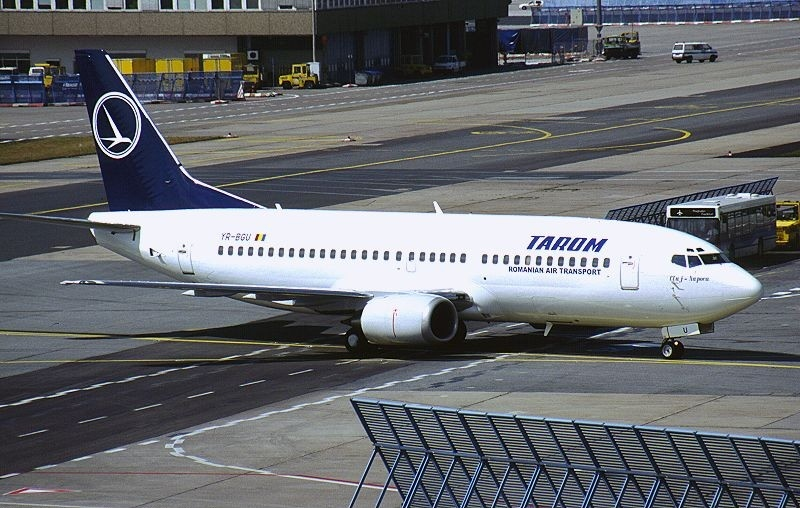
PK-KKV, a aeronave em serviço com a TAROM

A aeronave, um Boeing 737-33A, prefixo PK-KKV, foi adquirida pela Adam Air em janeiro de 2007, sendo anteriormente operada pela Varig. A aeronave foi fabricada em 1994.

## Acidente
O avião dobrou ao pousar no Aeroporto Internacional Juanda, com a fuselagem quebrando no meio da seção de passageiros. O pouso foi particularmente difícil, com a bagagem sendo ejetada dos armários da cabine para o espaço da cabine. A cauda do avião foi dobrada em comparação com o resto do avião. Os voos subsequentes para o aeroporto foram desviados para aeroportos alternativos. A frota de Boeing 737-300 da Adam Air foi aterrada para inspeções de segurança nesse ínterim. Imediatamente após o acidente, Adam Air repintou a aeronave, cobrindo a pintura laranja original com um exterior branco liso. Isso é legalmente permitido, desde que nenhuma evidência seja destruída. Também logo após, um grande número de passageiros cancelou seus voos com a Adam Air, dizendo que tinham "perdido a fé" na companhia aérea. Todos foram reembolsados integralmente.

## Consequências
O governo indonésio anunciou planos imediatamente após o acidente para proibir jatos com mais de dez anos de idade para qualquer finalidade comercial. O limite de idade era de 35 anos ou 70 000 desembarques. A Indonésia também anunciou planos para remodelar o Ministério dos Transportes em resposta a este incidente, o voo 574 e a perda dos ferries MV Senopati Nusantara e MV Levina 1. Entre os que serão substituídos estão os diretores de transportes aéreos e marítimos e o presidente do Comitê Nacional de Segurança no Transporte. A Indonésia também pretendia introduzir um novo sistema de classificação de companhias aéreas de acordo com seu histórico de segurança , com uma classificação de nível um significando que a companhia aérea não tem problemas sérios, uma classificação de nível dois significando que a companhia aérea deve corrigir problemas e uma classificação de nível três forçando a companhia aérea a ser banida.